# Olivia Fried

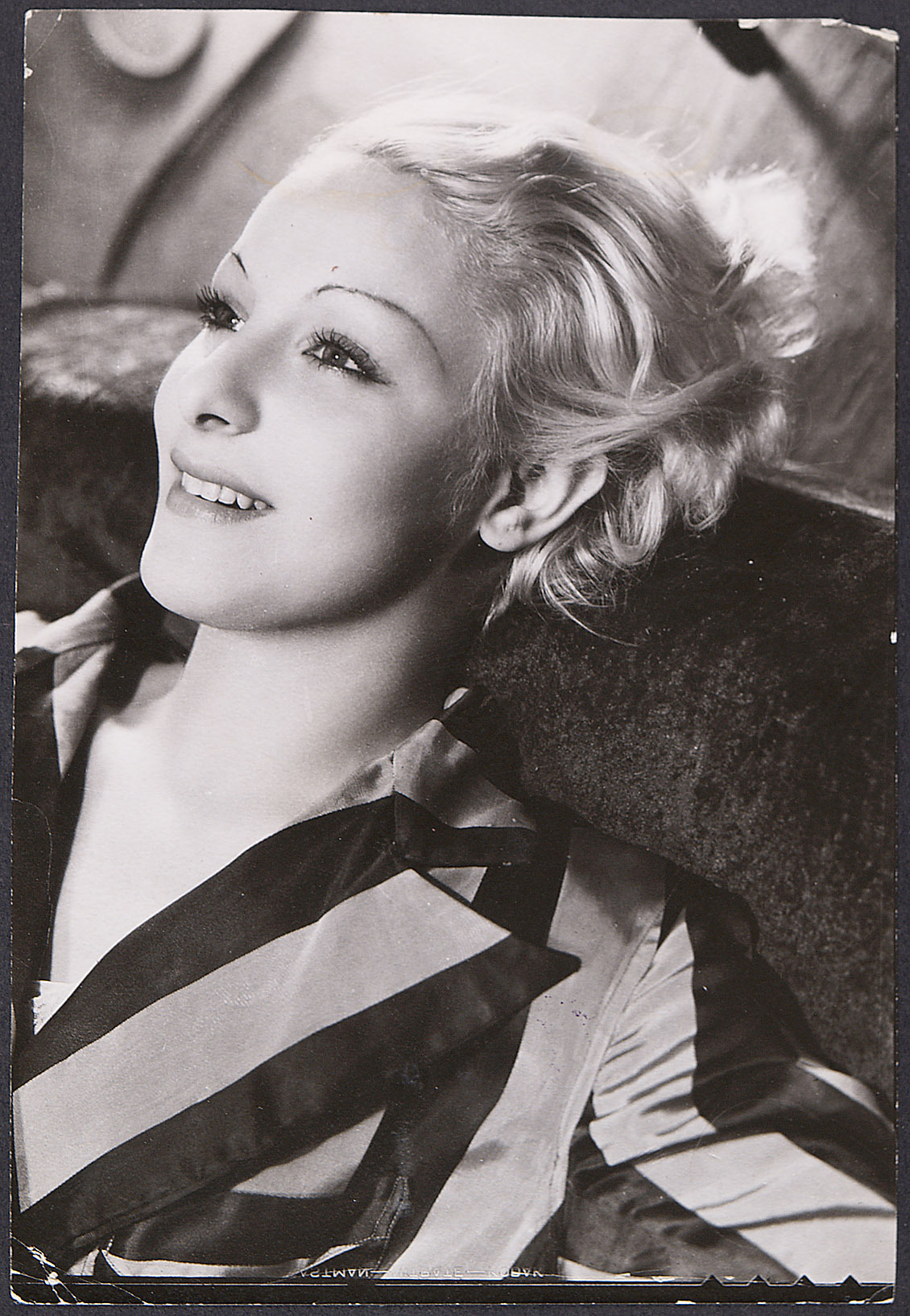
Olivia Fried auf einer Fotografie von Wilhelm Willinger

Olivia Fried (* 2. September 1912 als Olivia Mathilde Friedmann in Berlin-Schöneberg; † 11. Februar 1958 in Budapest) war eine ungarische Tänzerin sowie Schauspielerin beim frühen deutschen und italienischen Tonfilm.

## Leben und Wirken
Olivia Friedmann kam als jüngere von zwei Töchtern des Kaufmanns Emmerich (Imre) Friedmann und seiner Frau Maria, geb. Maloschik, im Berliner Umland zur Welt, wohin ihre Eltern wenige Jahre zuvor von Ungarn übersiedelt waren. Bereits als Kleinkind erhielt sie Ballettunterricht bei Mary Zimmermann und tanzte bis zum 12. Lebensjahr im Ensemble des Deutschen Opernhauses in Berlin. Anschließend trat sie in verschiedenen Revuen auf.
Nachdem sie 1930 eine kleine Rolle im Stummfilm Liebe und Champagner erhalten hatte, wurde sie noch im selben Jahr von Harry Piel für den aufkommenden Tonfilm entdeckt, indem er sie für seine Inszenierung Er oder ich als weibliche Hauptdarstellerin verpflichtete. Bis 1932 folgten für die blonde Künstlerin, die sich für ihre Filmkarriere den Namen Olivia Fried zugelegt hatte, noch einige untergeordnete Engagements beim deutschen Film, ehe sie nach der NS-Machtergreifung beruflich kaltgestellt wurde, da sie nunmehr als sogenannte „Halbjüdin“ galt. Nach einer dreijährigen Pause konnte Olivia Fried ihre Laufbahn in Italien fortsetzen, wo sie meist mit Nebenrollen in minder bedeutenden Unterhaltungsproduktionen besetzt wurde, aber auch an dem unter federführender Beteiligung des Duce-Sohnes Vittorio Mussolini entstandenen faschistischen Propagandafilm Zwischen Leben und Tod mitwirkte.
Bei Ausbruch des Zweiten Weltkriegs musste Olivia Fried als ungarische Staatsbürgerin Italien verlassen und ging nach Budapest, wohin inzwischen auch ihre Eltern von Berlin aus exiliert worden waren. Hier fand sie beim Film keine Beschäftigung mehr, sondern arbeitete in einem Krankenhaus und zog sich infolge ihrer Heirat mit dem Ungarn Endre Mészáros ins Privatleben zurück. Zuletzt verwitwet, starb die ehemalige Schauspielerin 1958 im Alter von nur 45 Jahren an einem Darmverschluss.

## Filmografie
- 1930: Liebe und Champagner
- 1930: Er oder ich (und französische Version Lui et moi)
- 1930: Das gestohlene Gesicht
- 1931: Gloria
- 1931: Der brave Sünder
- 1932: Fasse dich kurz! (Kurzfilm)
- 1936: Ballerine
- 1936: L’antenato
- 1937: Regina della Scala
- 1938: La mazurka di papà
- 1938: Zwischen Leben und Tod (Luciano Serra pilota)
- 1938: L’allegro cantante
- 1939: Eravamo 7 sorelle
- 1939: Allegri masnadieri